# Дунлінська партія
Дунлі́нська па́ртія (кит.: 東林党; піньїнь: Dōnglín dǎng; літ.: 'Партія Східної діброви') — політична організація у династії Мін в 1604—1637 роках. Заснована Ґу Сяньченом та Ґао Паньлуном. Об'єднувала китайських бюрократів-вчених, переважно вихідців із Південного Китаю. Члени партії створили окрему течію в неоконфуціанстві — так звану Дунлінську школу (кит.: 東林学派; піньїнь: Dōnglín xuépài). Займалася критикою політичної і бюрократичної системи династії Мін з позицій чжусіанства. Виступала за проведення реформ в династії. Мала великий вплив на державотворчий процес в Китаї в 1621—1627 роках. Згодом поринула в міжпартійну боротьбу, яка завершилася занепадом династії.

## Фундація
Отримало назву по імені приватної академії Дунлінь (Дунлінь шуюань — Книжкова палата Східного лісу), створеної у 1604 році у східному лісовому передмісті м. Усі (провінція Цзянсу) на місці школи, заснованої напоч. XII ст. Ян Ши і закритої у XIII ст. Фундатори академії Ґу Сяньчен та його брат Ґу Юньчен розробили як керівництво до вчення «Положення про Дунлінський схід» («Дунлінь хуй юе»), де перераховувалися «Правила учнівства в Печері білого оленя» («Бай лу дун Сюе гуй»), назва яких підкреслювала спадковість традицій відомого у минулому навчального закладу, очолюваного Чжу Сі.

## Історія
Після смерті Ґу Сяньчена у 1612 році розпорядником академії, що об'єднувала понад 300 членів, став Ґао Паньлун. Дунлінська школа мала тисячі послідовників, що утворювали «дочірні» академії. Об'єднання найбільш активних її прихильників іменувалося Дунлінською «партією» (Дунлінь дан). Її ядро становили державні діячі, репресовані на початку 1590-х років. В основі їхніх опозиційних настроїв лежало прагнення до відновлення споконвічних норм і цінностей конфуціанської етики як головного регулятора життя суспільства в умовах політичної кризи династії Мін.
У 1620 році в результаті сходження на престол нового імператора Сі-цзуна дунлінці прийшли до влади, але вже у середини 1620-х років зазнали поразки і зазнали репресій. У 1625 році академія була заборонена і зруйнована, проте у 1628—1629 роках була відновлена під головуванням У Ґуйсеня, учня Ґао Паньлуна, після смерті якого діяла до 1643 року, коли її очолив небіж Ґао Паньлуна Ґао Шитай.
У 1680-х роках, після встановлення династії Цін, вона стала державною установою, а у ХХ ст. — звичайною школою.

## Ідеї школи
Дунлінська школа протистояла головним чином тайчжоуській школі послідовників Ван Янміна і прагнула обґрунтувати цілісність людського існування, в якому внутрішня свобода особистості узгоджується з нормами соціального життя. Критикуючи деякі аспекти янмінізму і чжусіанства, виступаючи за подолання даосько-буддійських впливів і орієнтуючись на ханське конфуціанство, Дунлінська школа підготувала виникнення за династії Цін «безпосереднього», або «ханського», вчення (Пу-Сюе, Хань-Сюе).